# Bitka za Abukir (1801)
Tretja bitka za Abukir se je začela 8. marca 1801, ko so Britanci izkrcali 6.000 mož in napadli 1.000 Francozov (poveljnik Louis Friant). Do drugega dne se je izkrcalo še 18.000 mož, tako da so se Francozi predali.